# Phytomyza aphyllae
Phytomyza aphyllae este o specie de muște din genul Phytomyza, familia Agromyzidae, descrisă de Beiger în anul 1964.
Este endemică în Polonia. Conform Catalogue of Life specia Phytomyza aphyllae nu are subspecii cunoscute.